# باتريك فـان ديمن
باتريك فـان ديمن (بالهولندية: Patrick van Diemen)‏ هو لاعب كرة قدم هولندي في مركز الوسط، ولد في 12 يونيو 1972 في فوردن في هولندا. لعب مع آر كي سي فالفيك وإن إي سي نيميخن وإي زد ألكمار ورويال أندرلخت ونادي أوترخت.